# Enric Dandolo

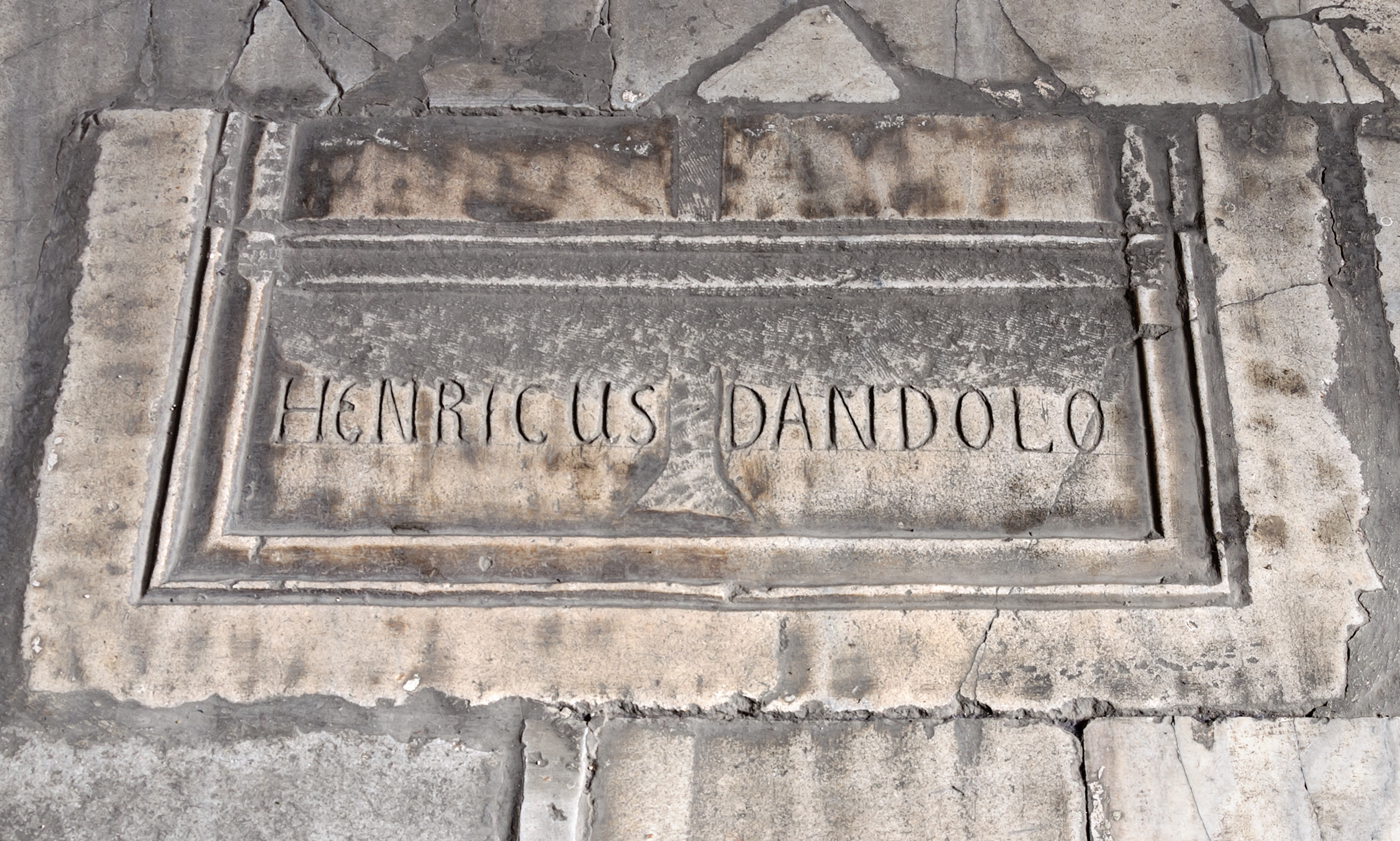
Tomba d'Enric Dandolo

Enric Dandolo, en llatí Henricus Dandolo (1107, República de Venècia - 1205, Constantinoble) fou dux de Venècia des del 1192 fins al 1205 durant la Quarta Croada.
Pertanyia a una destacada família veneciana. El seu pare, en Vitale, fou conseller del dux Vitale II Michiel, i el seu oncle, anomenat també Enric Dandolo, fou patriarca de Grado. El seu primer paper polític rellevant va tenir lloc durant els anys de crisi de 1171 i 1172. El 1171 l'Imperi Romà d'Orient va fer detenir milers de venecians residents al seu territori, tot confiscant llurs béns. Durant la crisi que va haver-hi després, en Dandolo va ser enviat com a ambaixador a Constantinoble. Més endavant fou ambaixador a la cort de Guillem II de Sicília. El 1183 torna a Constantinoble per negociar la reconstrucció del barri venecià de la ciutat.
Ja era ancià quan va esdevenir dux (tenia 85 anys), a més de ser cec, però va demostrar una gran energia física i mental. El 1202 els cavallers de la Quarta Croada varen ser retinguts a Venècia, incapaços de pagar els vaixells que havien contractat amb els venecians per viatjar, ja que el seu exèrcit era sensiblement inferior a allò que havien previst. En Dandolo va proposar que els croats es desviessin cap a Zara, a la costa dàlmata, per treure el poder hongarès d'aquesta ciutat. Amb un important contingent venecià, s'uní personalment a la Croada.
Croats i venecians varen prendre Zara el 24 de novembre de 1202. Poc després, n'Aleix IV Àngel, pretenent al tron romà d'Orient, va arribar a la ciutat, i amb l'ajuda d'en Dandolo, va convèncer els caps croats d'atacar Constantinoble per ajudar-lo a obtenir-ne el tron. Això va fer possible la conquesta de Constantinoble per part dels croats el 12 d'abril de 1204. Un cop presa la cuitat, Enric Dandolo va fer una llista amb els tresors artístics i relíquies que volia enviar a Venècia, i en aquesta llista figuraven els cavalls d'una quadriga, que serien portats a Venècia i ubicats a la basílica de Sant Marc i formant el famós conjunt dels cavalls de Sant Marc.
Després d'aquests esdeveniments, en Dandolo va tenir encara prou energia per prendre part en una expedició contra els búlgars. Va morir finalment el 1205 i va ser enterrat a Santa Sofia de Constantinoble.